# Кальфёрде
Кальфёрде (нем. Calvörde) — община в Германии, в земле Саксония-Анхальт. Входит в состав района Бёрде. Подчиняется управлению Эбисфельде-Кальфёрде. Население составляет 3711 человек (на 31 декабря 2010 года). Занимает площадь 36,24 км².

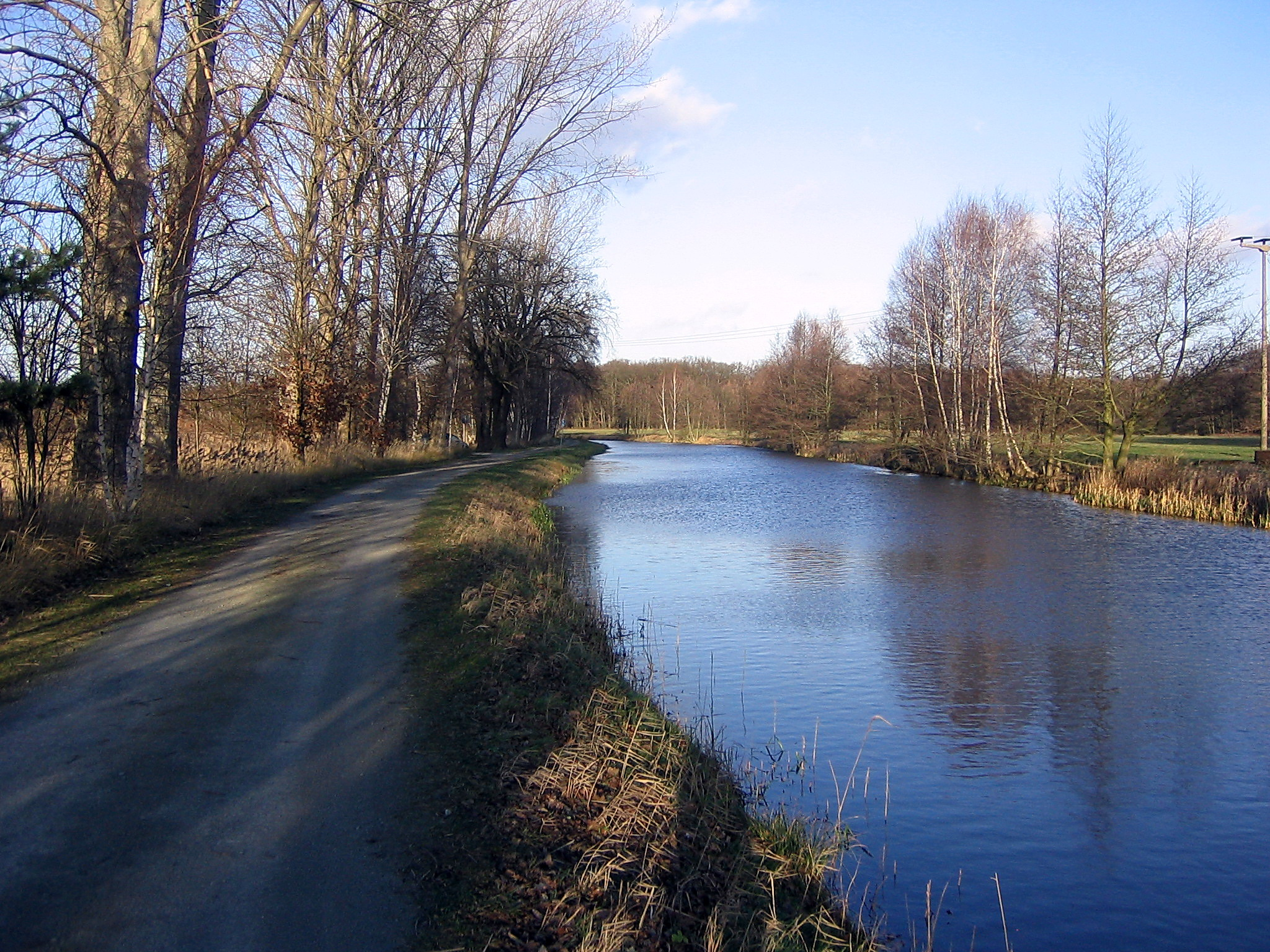
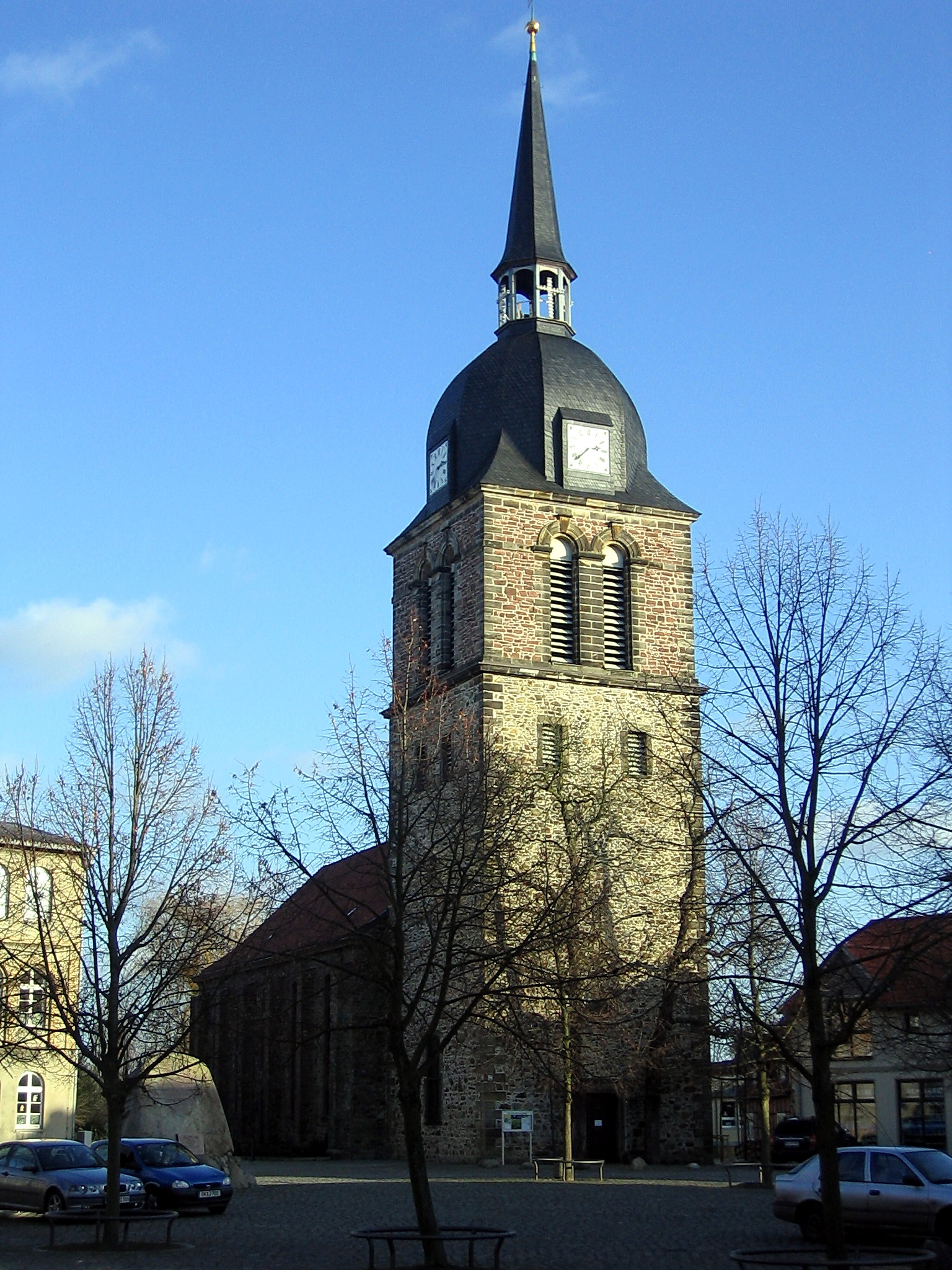
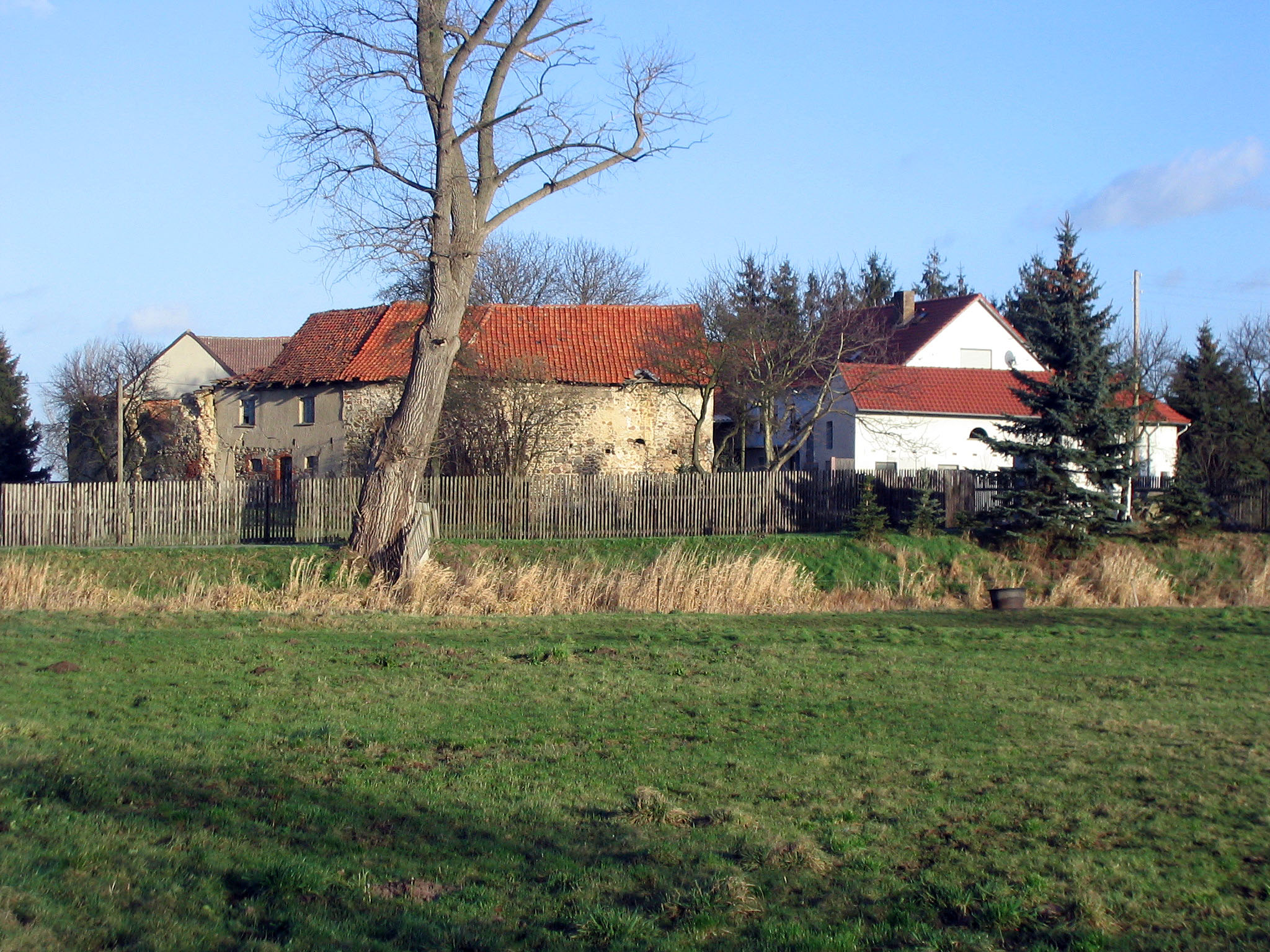
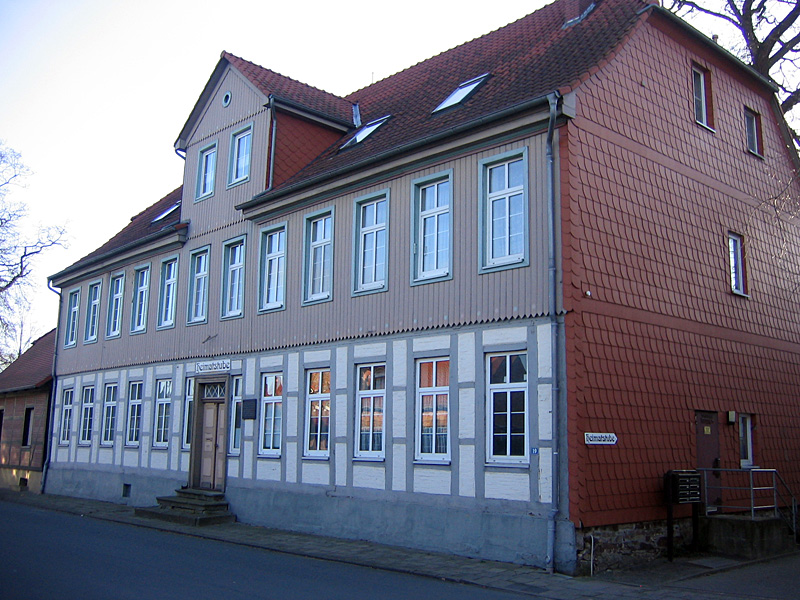
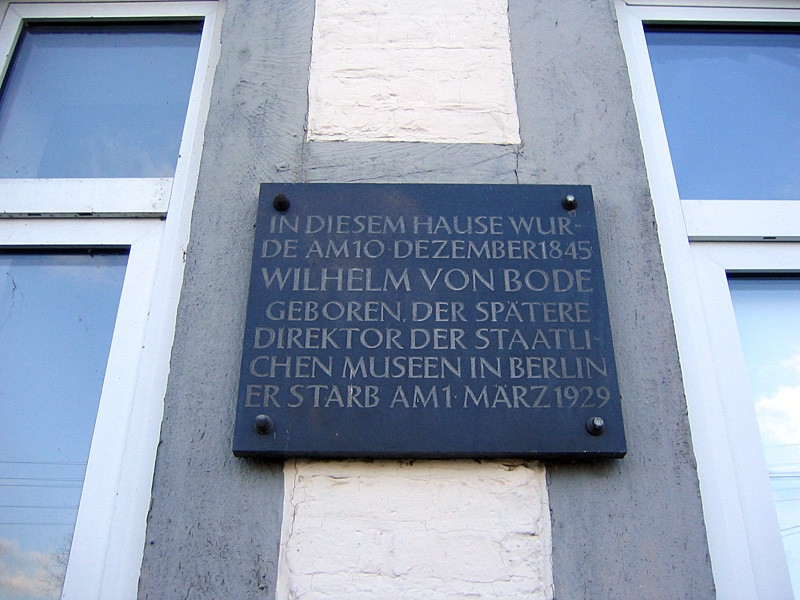

## Население
| Год  | Численность | Численность |
| ---- | ----------- | ----------- |
| 2017 | 3463        | [ 1 ]       |
| 2019 | 3429        | [ 4 ]       |
| 2021 | 3390        | [ 5 ]       |
| 2022 | 3392        | [ 6 ]       |
| 2023 | 3356        | [ 2 ]       |